# 241 (số)
241 (hai trăm bốn mươi mốt) là một số tự nhiên ngay sau 240 và ngay trước 242.